# Lacertidae
Los lacértidos (Lacertidae) son una familia de saurópsidos (reptiles) escamosos nativos de Europa, África y Asia; incluye varios géneros comunes en Europa, como las lagartijas (Podarcis) y los lagartos comunes (Lacerta). Filogenéticamente constituyen el grupo hermano de las culebrillas ciegas (Amphisbaenia) y relacionado a su origen.

## Descripción

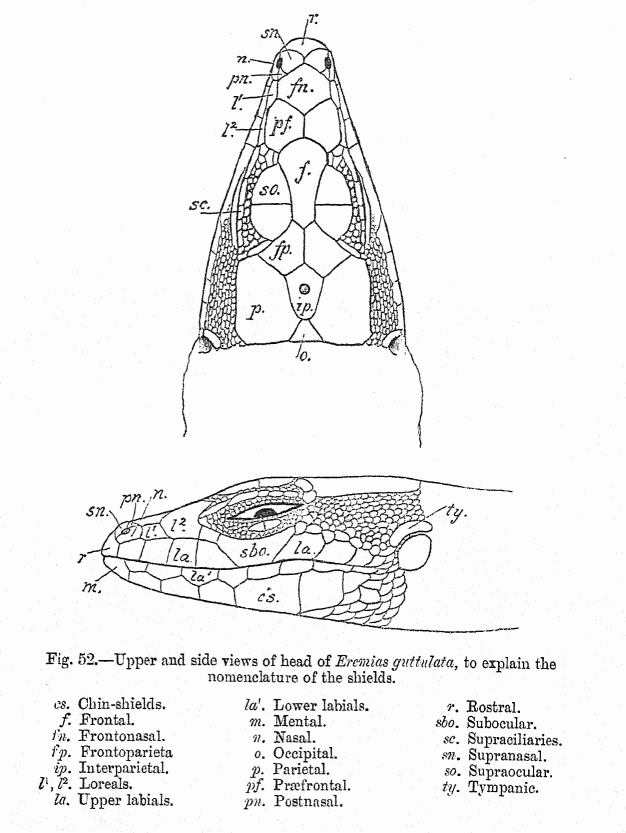
Terminología y escamas de lacértidos.

- Cuerpo largo y ágil (de entre 10 y 70 cm de longitud).
- Cabeza bien diferenciada.
- Cola larga, puntiaguda, frágil y regenerable.
- Ojos con párpados móviles.
- Tímpano muy destacado.
- Lengua bífida y evaginable.
- Dientes soldados al borde interno de las mandíbulas.
- Patas finas y bien desarrolladas, provistas de cinco dedos delgados y con uñas.
- Cabeza y vientre cubiertos de grandes escamas.
- Dorso con pequeñas escamas granulares.

## Comportamiento
Los lacértidos suelen regular su temperatura corporal con precisión, sobre todo moviéndose entre lugares en sol y en sombra. Existen diferentes estrategias de obtención del alimento en el grupo, pero son mayoritariamente cazadores activos, principalmente omnívoros.

## Taxonomía y sistemática

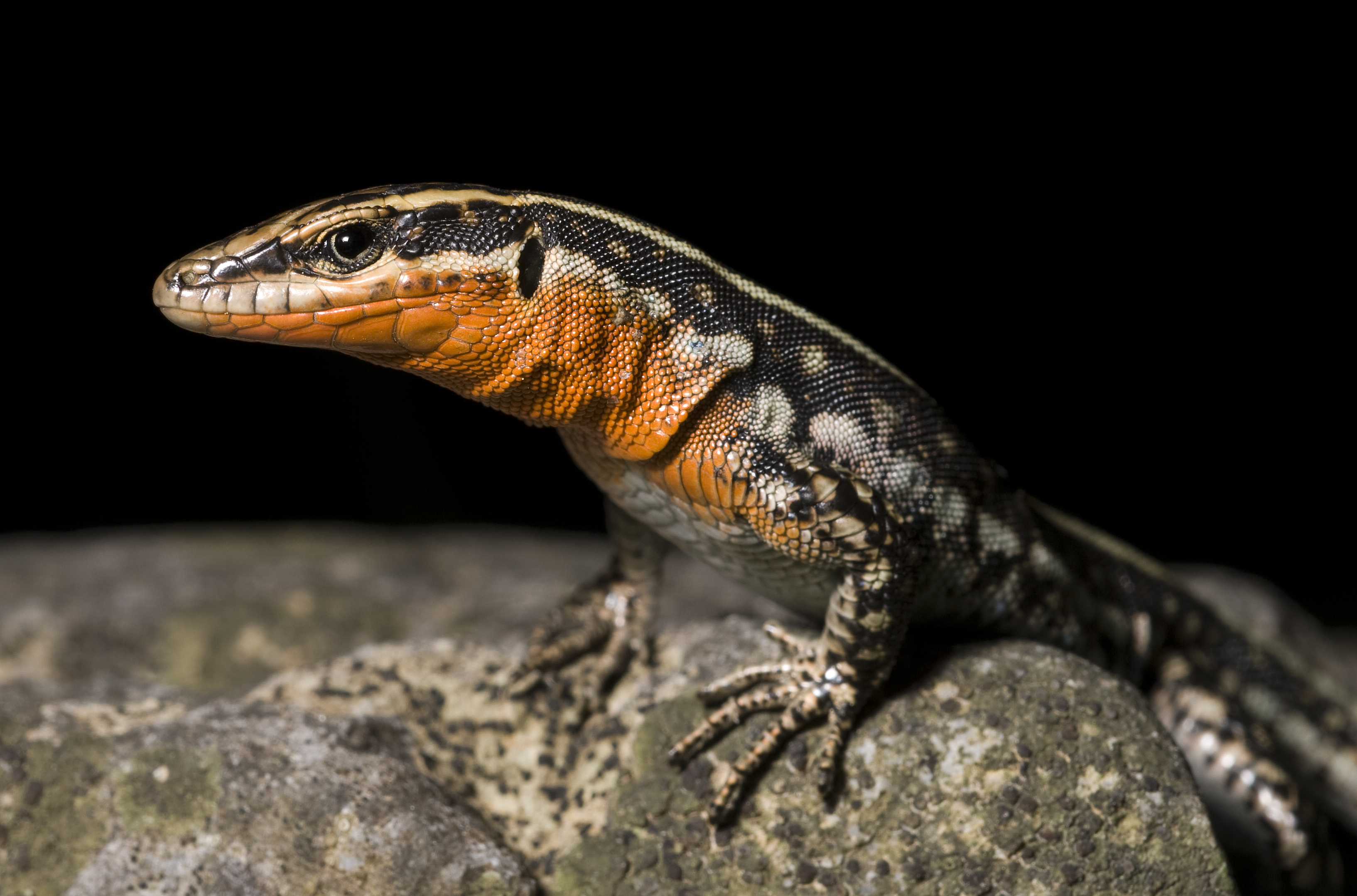
Anatololacerta anatolica.

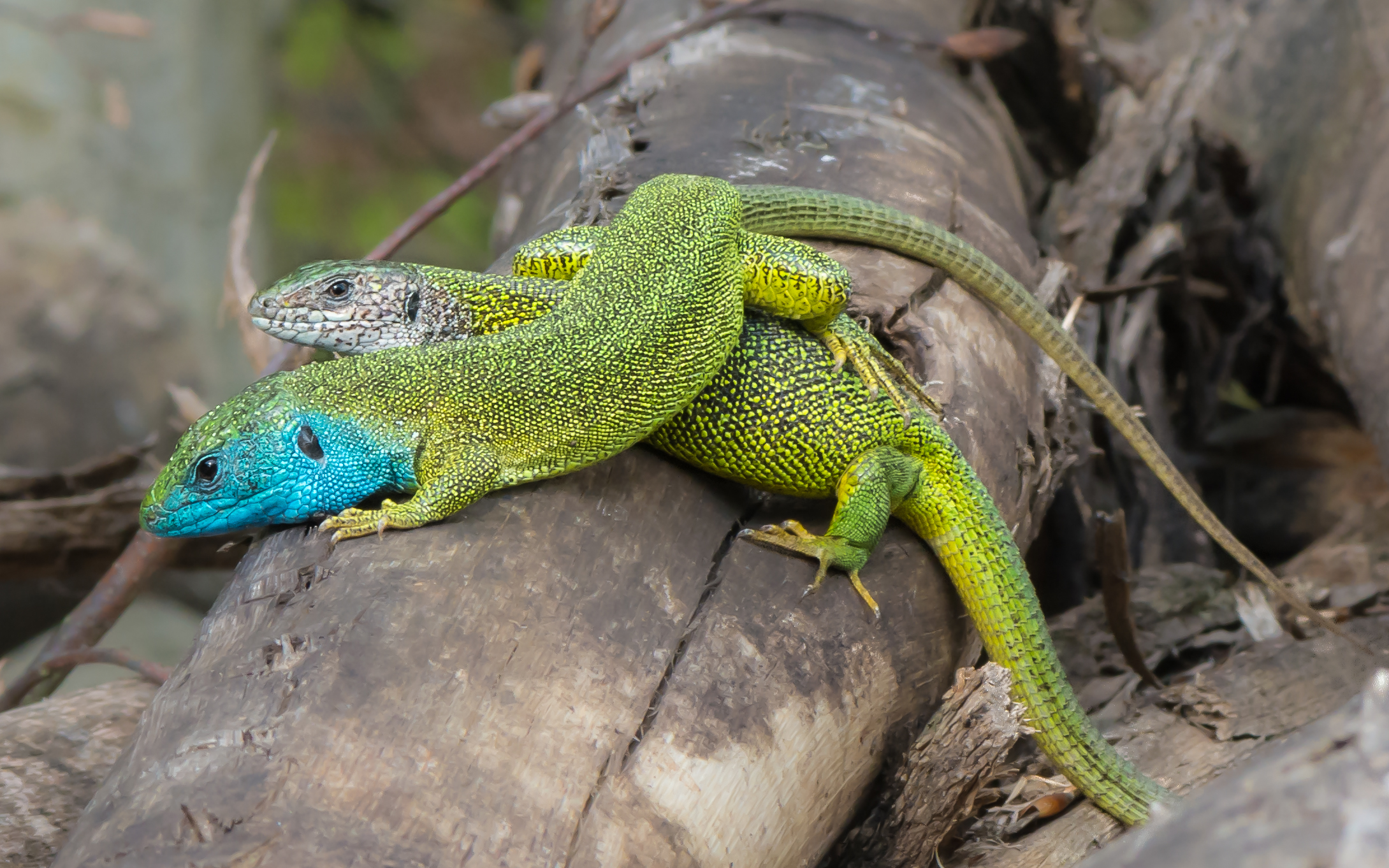
Macho y hembra de lagarto verde (Lacerta viridis).

Familia Lacertidae
| - Subfamilia Gallotiinae | | |
|                          | - - Género Gallotia - Género Psammodromus | |
| - Subfamilia Lacertinae  | | |
|                          | - - Género Acanthodactylus - Género Adolfus - Género Algyroides - Género Anatololacerta - Género Apathya - Género Australolacerta - Género Archaeolacerta - Género Atlantolacerta - Género Congolacerta - Género Dalmatolacerta - Género Darevskia - Género Dinarolacerta - Género Eremias - Género Gastropholis - Género Heliobolus - Género Hellenolacerta - Género Holaspis - Género Iberolacerta - Género Ichnotropis - Género Iranolacerta - Género Lacerta | - - Género Latastia - Género Meroles - Género Mesalina - Género Nucras - Género Omanosaura - Género Ophisops - Género Parvilacerta - Género Pedioplanis - Género Philochortus - Género Phoenicolacerta - Género Podarcis - Género Poromera - Género Pseuderemias - Género Scelarcis - Género Takydromus - Género Teira - Género Timon - Género Tropidosaura - Género Vhembelacerta - Género Zootoca |